# Hliścionki
Hliścionki (biał. Глісценкі; ros. Глистенки) – wieś na Białorusi, w obwodzie witebskim, w rejonie szarkowszczyńskim, w sielsowiecie Jody.

## Historia
W czasach zaborów wieś w gminie Jody, w powiecie dzisieńskim, w guberni wileńskiej Imperium Rosyjskiego. Pod koniec XIX wieku należała do dóbr Tadulin, własność Łopacińskich
W latach 1921–1945 wieś leżała w Polsce, w województwie wileńskim, w powiecie dziśnieńskim (od 1926 w powiecie brasławskim), w gminie Jody, następnie w gminie Brasław.
Według Powszechnego Spisu Ludności z 1921 roku zamieszkiwały tu 125 osób, 3 były wyznania rzymskokatolickiego a 122 prawosławnego. Jednocześnie 1 mieszkaniec zadeklarował polską a 124 białoruską przynależność narodową. Było tu 26 budynków mieszkalnych. W 1931 w 30 domach zamieszkiwało 147 osób.
Wierni należeli do parafii rzymskokatolickiej w Borodzieniczach i prawosławnej w Jodach. Miejscowość podlegała pod Sąd Grodzki w Szarkowszczyźnie i Okręgowy w Wilnie; właściwy urząd pocztowy mieścił się w Jodach.
W wyniku napaści ZSRR na Polskę we wrześniu 1939 miejscowość znalazła się pod okupacją sowiecką. 2 listopada została włączona do Białoruskiej SRR. Od czerwca 1941 roku pod okupacją niemiecką. W 1944 miejscowość została ponownie zajęta przez wojska sowieckie i włączona do Białoruskiej SRR.
Od 1991 w składzie niepodległej Białorusi.
Do 2013 w składzie sielsowietu Wołożynki.